# Чахрижи
Чахрижи (дарг. ЧяхIрижи) — село Дахадаевского района Дагестана. Входит в сельское поселение Сельсовет Ицаринский.

## География
Расположено в 17 км к югу от районного центра с. Уркарах, на р. Уллучай.

## История
В 1966 г. большая часть жителей переселена в с. Зеленоморск Карабудахкентского района.

## Население
| 1888 | 1895 | 1926 | 1939 | 1970 | 1989 | 2002 |
| ---- | ---- | ---- | ---- | ---- | ---- | ---- |
| 159  | ↗161 | ↗357 | ↘333 | ↘48  | ↘2   | ↘0   |
| 2010 | 2021 |      |      |      |      |      |
| →0   | →0   |      |      |      |      |      |